# Melvin Raffin
Melvin Raffin, né le 9 août 1998 à Bourg-la-Reine, est un athlète français, spécialiste du triple saut.

## Biographie
Champion de France cadet en 2015 (en salle), et double champion de France junior en 2016 (en plein air et en salle), il remporte la médaille de bronze du triple saut lors des Championnats du monde juniors 2016, à Bydgoszcz, avec la marque de 16,37 m.

### 2017: Révélation et record du monde junior en salle
Le 7 janvier 2017, à Aubière, il établit un nouveau record de France junior en salle avec 17,04 m, améliorant de 10 centimètres le record national junior en salle de Teddy Tamgho, son entraineur, et dépassant pour la première fois de sa carrière la limite des 17 mètres. Lors des qualifications des Championnats d'Europe en salle de Belgrade, il bat le record du monde junior en salle avec 17,20 m, améliorant les 17,14 m de l'Est-Allemand Volker Mai de 1985. Cependant, lors de la finale le lendemain, il ne fait "que" 16,92 m et termine à la 5ème place, alors que la médaille d'or se jouait justement à 17,20 m.
Le 23 juillet, Melvin Raffin remporte la médaille de bronze des Championnats d'Europe juniors de Grosseto avec 16,82 m, derrière l'Italien Andrea Dallavalle (16,87 m) et son partenaire d'entraînement Martin Lamou (16,97 m). Le 7 août, il est éliminé dès les qualifications de ses premiers championnats du monde en plein air à Londres, ne pouvant faire mieux que 16,18 m.

### 2018-2019: Graves blessures et deux années quasi-blanches
En 2018, une blessure aux ischio-jambiers prive Melvin Raffin de la saison estivale et des championnats d'Europe de Berlin. Surtout, le 4 décembre de cette même année, le recordman du monde junior est victime d'une rupture du ligament croisé antérieur du genou gauche lors d'un entraînement à Reims, ce qui l'empêche de participer à la totalité de la saison 2019. Après plusieurs mois de rééducation, il reprend l'entraînement en août 2019 à l'INSEP sous les ordres du champion du monde 2013 du triple saut Teddy Tamgho.

### 2020: Retour à la compétition
Pour sa première compétition depuis près de deux ans, Melvin Raffin signe 16,39 m au triple saut à Aubière le 26 janvier 2020. Au meeting en salle de Liévin le 19 février, il prend la cinquième place du concours avec un triple bond à 16,89 m. Il se distingue surtout le 21 février à l'occasion du meeting en salle de Madrid avec un saut à 17,07 m, son premier saut au-delà de 17 m depuis son record du monde junior établi en 2017. Il se classe par conséquent deuxième du concours derrière le Burkinabé Hugues-Fabrice Zango (17,31 m), qui est aussi son partenaire d'entraînement. Le 1er mars aux championnats de France en salle de Liévin, il est une nouvelle fois battu par Hugues-Fabrice Zango mais décroche tout de même le titre national grâce à un saut à 16,80 m.

### 2021: Qualification pour les Jeux Olympiques de Tokyo
Après avoir décidé de se focaliser sur les entraînements lors de la reprise estivale de 2020, afin d'engranger de la confiance pour préparer les Jeux Olympiques de Tokyo, Melvin Raffin revient à la compétition en salle en 2021. Le 20 février à Miramas, il conserve son titre national en salle grâce à un saut mesuré à 17,09 m, sa meilleure performance de l'hiver. Arrivé aux championnats d'Europe en salle de Torun avec l'ambition d'un podium, le Français ne parvient pas à passer l'étape des qualifications le 5 mars, avec deux sauts mesurés à 15,11 m et 15,29 m, et un autre qu'il mord de très peu alors qu'il était retombé à plus de 16,50 m, ce qui lui aurait assuré la qualification pour la finale.
Lors de la saison estivale, le Français est sélectionné pour les championnats d'Europe par équipes qui se déroulent à Chorzów, où il termine à la cinquième place avec 16,48 m. Le 1er juin, il réalise un concours de haut vol à Montreuil, réussissant 17,14 m à son premier essai, puis 17,19 m au suivant, minima olympiques pour Tokyo validés et record personnel en plein air battu, à un centimètre seulement de son record en salle. Raffin confirme trois semaines plus tard à Madrid, en prenant la troisième place du concours avec un triple saut à 17,17 m.

### 2022
Melvin termine à la 6ème place de la finale des championnats du monde en salle de Belgrade avec un saut de 16,68 m.
Sa saison estival s'arrête plus tôt que prévu à cause d'une blessure alors qu'il est qualifié pour les championnats du monde d' Eugene ainsi qu'aux Championnats d'Europe d'athlétisme de Munich.

## Palmarès

### International
| Date | Compétition                        | Lieu                               | Résultat | Épreuve     | Mesure  |
| ---- | ---------------------------------- | ---------------------------------- | -------- | ----------- | ------- |
| 2015 | Championnats du monde jeunesse     | Cali                               | 11e      | Triple saut | 14,61 m |
| 2016 | Championnats du monde juniors      | Bydgoszcz                          | 3e       | Triple saut | 16,37 m |
| 2017 | Championnats d'Europe en salle     | Belgrade                           | 5e       | Triple saut | 16,92 m |
| 2017 | Championnats d'Europe juniors      | Grosseto                           | 5e       | 4 x 100 m   | 39 s 88 |
| 2017 | Championnats d'Europe juniors      | Grosseto                           | 3e       | Triple saut | 16,82 m |
| 2020 | Circuit mondial en salle de l'IAAF | Circuit mondial en salle de l'IAAF | 3e       | Triple saut | détails |
| 2021 | Jeux olympiques                    | Tokyo                              | 12e      | Triple saut | 16,27 m |
| 2022 | Championnats du monde en salle     | Belgrade                           | 6e       | Triple saut | 16,68 m |

### National
- Championnats de France d'athlétisme :
  - Triple saut : champion en en 2024 et 2025, 3e en 2021 et 2022
- Championnats de France d'athlétisme en salle :
  - Triple saut : vainqueur en 2020, 2021, 2022 et 2025

## Records
| Épreuve     | Épreuve   | Performance | Lieu     | Date        |
| ----------- | --------- | ----------- | -------- | ----------- |
| Triple saut | Plein air | 17,52 m     | Talence  | 3 août 2025 |
| Triple saut | Salle     | 17,20 m     | Belgrade | 3 mars 2017 |